# Cystacanthus
Cystacanthus es un género de plantas fanerógamas perteneciente a la familia Acanthaceae. El género tiene 14 especies. Son naturales del sudoeste de Asia.

## Especies seleccionadas
- Cystacanthus abbreviatus
- Cystacanthus affinis
- Cystacanthus cymosus
- Cystacanthus datii
- Cystacanthus harmandii
- Cystacanthus insignis
- Cystacanthus lanceolatus
- Cystacanthus paniculatus
- Cystacanthus pulcherrimus
- Cystacanthus punctatus
- Cystacanthus pyramidalis
- Cystacanthus turgida
- Cystacanthus yangtsekiangensis